# Illapel
Illapel (phát âm tiếng Tây Ban Nha: [i.ʝa.ˈpel]) là thành phố Chile. Thành phố này là thủ phủ của Choapa, vùng Coquimbo. Thành phố tọa lạc dọc theo sông Illapel và đánh dấu điểm hẹp nhất của đất nước dọc theo một đường song song (94 km). Thành phố nằm ở phía đông Los Vilos.

## Động đất 16 tháng 9 năm 2015
Vào 16 tháng 9 năm 2015, 22:54:33 UTC (19:54 giờ địa phương), một trận động đất mạnh 8,3 độ mô men đã xảy ra tại Illapel.